# Bad Ischl
Bad Ischl è un comune austriaco di 13 895 abitanti nel distretto di Gmunden, in Alta Austria; ha lo status di città (Stadt) ed è il centro più popoloso del distretto.
È stata scelta per essere capitale europea della cultura nel 2024 insieme a Bodø e Tartu.

## Geografia fisica
Situata a 50 chilometri a est di Salisburgo e 25 da Gmunden, Bad Ischl si trova nella parte centro-occidentale dell'area forestale del Salzkammergut. Nel suo territorio passa il fiume Alm, affluente del Traun.

## Storia
Il Salzkammergut, l'area dove oggi sorge Bad Ischl, è stata popolata sin dalla cultura di Hallstatt, ma la città fu menzionata la prima volta in un atto del 1262 come "Iselen". Nel 1419 l'arciduca Alberto V stabilì la sede locale della camera del sale (Salzkammer) nel castello di Wildenstein e ad Ischl furono concessi i privilegi di una città mercantile nel 1466 dall'imperatore Federico III. Una prima miniera di sale fu aperta nel 1563, seguita nel 1571 da uno stagno di evaporazione del sale.
Quando, nei primi anni del XIX secolo, la salamoia entrò in uso per scopi medici, Ischl divenne una stazione termale alla moda con ospiti di rilievo come il principe Klemens von Metternich e l'arciduca Francesco Carlo. L'Hotel Post, aperto nel 1828, fu il primo in tutto il Salzkammergut. Nel 1849 il figlio di Francesco Carlo, l'imperatore Francesco Giuseppe, scelse la città come sua residenza estiva. Dal 1889 al 1896 vi soggiornò d'estate il compositore Johannes Brahms.

## Monumenti e luoghi d'interesse
- La Seeauerhaus, dal 1989 sede del Museum der Stadt Bad Ischl, è la residenza dove il 19 agosto 1853 ebbe luogo il fidanzamento tra Francesco Giuseppe ed Elisabetta di Baviera.
- La Kaiservilla. Nel 1854, la madre dell'imperatore, l'arciduchessa Sofia, donò la Kaiservilla ("Villa Imperiale") a Francesco Giuseppe ed Elisabetta come regalo di nozze. La villa divenne residenza estiva della famiglia imperiale; Francesco Giuseppe la definì un «Paradiso in terra». Qui, il 28 luglio 1914, Francesco Giuseppe firmò la dichiarazione di guerra contro il Regno di Serbia, sancendo l'inizio della prima guerra mondiale; lasciò Bad Ischl il giorno successivo e non vi ritornò più. La villa è ancora di proprietà della famiglia Asburgo-Lorena, anche se parti della residenza sono ora aperte al pubblico.

## Infrastrutture e trasporti
La città è situata sulla linea ferroviaria che collega Vöcklabruck (sulla Salisburgo-Linz-Vienna) con Leoben (sulla Klagenfurt-Vienna). Un tempo la locale stazione era il capolinea di una linea dismessa, a scartamento ridotto, proveniente da Salisburgo, la "Salzkammergut-Lokalbahn".